# Kanadas Davis Cup-lag
Kanadas Davis Cup-lag representerar Kanada i tennisturneringen Davis Cup, tidigare International Lawn Tennis Challenge. Kanada debuterade i sammanhanget 1913, och förlorade kvalet till finalen mot USA med 0-3. Laget spelade i elitdivisionen 2004.
Laget vann turneringen för första gången år 2022, genom att besegra Australien med 2–0 vid finalen i Malaga den 27 november.